# Floridichthys
Floridichthys – rodzaj ryb karpieńcokształtnych z rodziny karpieńcowatych.

## Klasyfikacja
Gatunki zaliczane do tego rodzaju:
- Floridichthys carpio
- Floridichthys polyommus